# پل امیری
پل اِمیری (انگلیسی: ‎Paul Emery‎؛ زادهٔ ۱۲ نوامبر ۱۹۱۶ در چیزیک، لندن، درگذشتهٔ ۳ فوریهٔ ۱۹۹۳ در اپسم، ساری) رانندهٔ مسابقات اتومبیل‌رانی فرمول یک اهل بریتانیا بود که در فصل ۱۹۵۶، و دوباره در فصل ۱۹۵۸ در مجموع در دو گراند پری شرکت کرد، اما موفق به کسب هیچ امتیازی نشد.
امیری در ۳ فوریهٔ ۱۹۹۳ در اپسم، ساری درگذشت.